# Lars Krogius den yngre

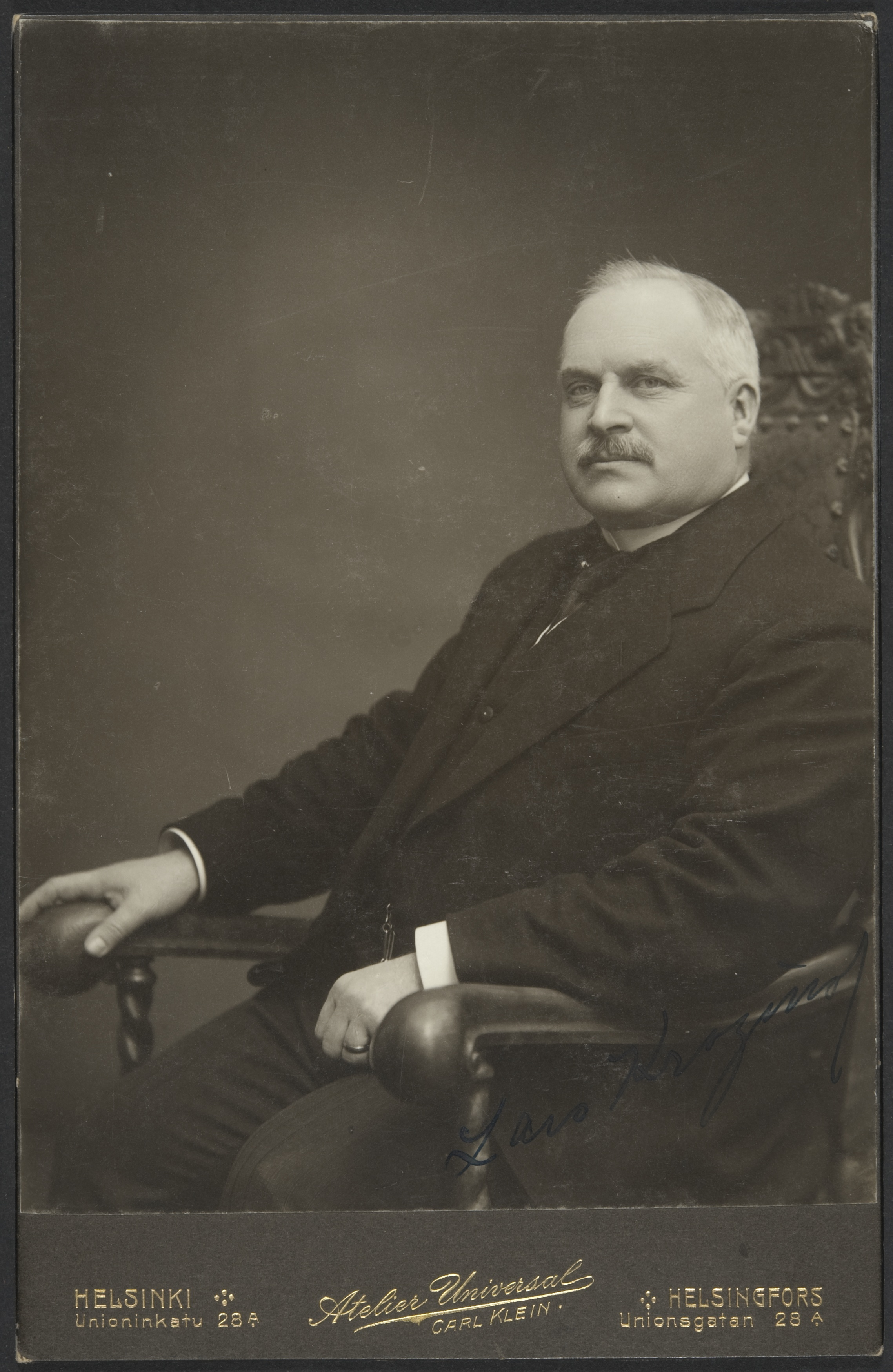
Lars Krogius under 1910-talet.

Lars Karl Krogius, född 5 augusti 1860 ombord på fartyg på Ochotska havet, död 13 oktober 1935 i Hoplax (nu Helsingfors), var en finländsk skeppsredare.
Han blev direktör för speditions- och besiktningsfirman Lars Krogius & Co 1882, som grundats av fadern Lars Krogius den äldre.
1883 var han med om att grunda FÅA (Finska ångfartygs AB) och var dess VD från 1890 till 1920. Under hans ledning inledde FÅA trafik på vinterlinjer och utvecklades till Finlands största rederi. Under Finska inbördeskriget ledde Krogius transporten av vapen och de finländska jägarna genom den isbelagda Bottniska viken till Finland.
Krogius var också en av Svenska handelshögskolans grundare.

### Uppslagsverk
- ”Krogius, Lars”. Biografiskt lexikon för Finland. Helsingfors: Svenska litteratursällskapet i Finland. 2008–2011. URN:NBN:fi:sls-5219-1416928957825
- Krogius, Lars i Uppslagsverket Finland (webbupplaga, 2012). CC-BY-SA 4.0